# Bobstadt (Bürstadt)
Bobstadt ist ein Stadtteil von Bürstadt im südhessischen Landkreis Bergstraße.

## Geographische Lage
Bobstadt liegt nordwestlich der Kernstadt Bürstadt im Hessischen Ried. Die geradezu brettebene und überwiegend landwirtschaftlich genutzte Gemarkung erstreckt sich südlich der Weschnitz bis zum Mühlgraben, der die Grenze zur Gemarkung Bürstadt bildet.
Die nächstgelegenen Ortschaften sind im Süden die Kernstadt Bürstadt, im Westen Hofheim, im Norden Biblis und, etwas weiter entfernt, im Osten Einhausen.

## Geschichte

### Mittelalter
Die erste Erwähnung Bobstadts findet sich im Lorscher Codex, einem Besitzverzeichnis des Klosters, als „Die gottgeweihte Eufemia, Tochter des Grafen Cancor“ am 1. Oktober 776 ihre Güter in Villa et marca Babestat dem Kloster Lorsch schenkte. Ein weiterer Eintrag ist für das Jahr 782 verzeichnet, nach dem ihr Bruder Heinrich ebenfalls sein Besitz in Bobstadt der Abtei Lorsch vermachte. Der Graf Concor wird im Lorscher Codex als Stifter des Klosters genannt. Dass Bobstadt zur „Mark Heppenheim“ und damit zum unmittelbaren Einflussbereich des Klosters Lorsch gehörte ist nicht belegt. Dagegen ist überliefert, dass Dorf und Gemarkung Bobstadt 1427 zum Bistum Worms gehörten, als Peter von Wattenheim Güter in Bobstadt vom Wormser Bischof als Lehen erhielt. Diese fielen mit dessen Tod im Jahre 1440 an das Bistum zurück.
1443 bekannte Konrad von Frankenstein Dorf und Gericht Bobstadt als Lehen, sowie Burg- und Mannlehen zum Stein vom Bischof Johann von Worms (Johann II. von Fleckenstein) erhalten zu haben.
Der Ursprung der Burg Stein reicht bis in die Zeit der Römer zurück, die am damaligen Rheinlauf einen Hafen betrieben. Der Platz geriet zeitweise in Vergessenheit, bis er 805 als Zullenstein dem Kloster Lorsch als Königsgut geschenkt wurde. Im Jahr 995 wurde dann der Platz als „Ort Stein“ erwähnt, als Kaiser Otto III. auf Bitten des Lorscher Fürstabt Salmann dem Ort Stein das Marktrecht verlieh. Nach 1100 scheint der Hafen verlandet gewesen zu sein und der Bischof von Worms war Besitzer des Platzes, den er zu einer Burg ausbaute.
1232 war die Niederungsburg „Burg Stein“ Kellerei der wormsischen Dörfer Bobstadt, Lampertheim, Hofheim und Nordheim.
Im Jahr 1387 verpfändete der in Geldnot geratene Wormser Bischof Eckard von Worms für 23.000 Rheinische Gulden die Hälfte des Amtes Stein mit der Burg, sowie die Stadt Ladenburg an seinen Schutzherren, den Pfalzgrafen Ruprecht I. Dabei wurden die Gerechtsame und Einkünfte des verpfändeten Gebiets geteilt und dem pfälzischen Oberamt Heidelberg unterstellt.

### Frühe Neuzeit
Der Ort und das Gericht in Bobstadt blieben bis 1780 Lehen des Frankensteiner Adelsgeschlechts.
Bobstadt gehörte zum Gebiet des Gemeinen Rechts, das hier ohne die Überlagerung von Partikularrecht galt. Dieses behielt seine Geltung auch während der Zugehörigkeit zum Großherzogtum Hessen im 19. Jahrhundert, bis es zum 1. Januar 1900 von dem einheitlich im ganzen Deutschen Reich geltenden Bürgerlichen Gesetzbuch abgelöst wurde.
In die Frankensteiner Zeit fallen der Dreißigjährige Krieg (1618–1648) und der Pfälzische Erbfolgekrieg, bei denen die Region schwere Verluste an Menschen und Gütern hinnehmen musste. Besonderen schlimm waren die Jahre 1632 und 1632, als die Pest in Bevölkerung stark dezimierte, und nach 1635, als mit dem Eingreifen Frankreichs in den Krieg dessen blutigstes Kapitel begann. Die Chronisten aus jener Zeit berichteten: „Pest und Hunger wüten im Land und dezimieren die Bevölkerung, sodass die Dörfer öfters völlig leer stehen“. Nach dem Ende des Dreißigjährigen Krieges durch den Westfälischen Frieden, einigen sich 1653 im „Regensburger Rezess“ der Pfälzer Kurfürst Karl Ludwig und der benachbarten Kurfürsten von Mainz, Johann Philipp von Schönborn, über eine Reihe strittiger Rechtspositionen. So wurde festgelegt, dass in Wattenheim wieder das katholische Bekenntnis eingesetzt und in Nordheim eine reformierte Kirchengemeinde mit Filialen in Hofheim und Bobstadt eingerichtet werden sollte.
In den Jahren 1688–1697 wütete der durch Frankreich provozierte Pfälzische Erbfolgekrieg, der das Gebiet zwischen Rhein und Bergstraße vielfältiger Zerstörung ausgesetzte und so die Wiederaufbaubemühungen nach dem Dreißigjährigen Krieg zum Teil zunichtemachte.
Erst mit dem Frieden von Rijswijk 1697 zogen sich die Franzosen wieder hinter den Rhein zurück. Aus dieser Zeit wurde berichtet: „An der Bergstraße und im ganzen Land herrscht großes Sterben und Hungersnot.“ und in der Pfarrei Gernsheim ist im Totenbuch das Jahr 1689 mit Annuus Feralis (Schreckensjahr) überschrieben.
Im Jahr 1780 tauschte Johann Friedrich Joseph Carl Xaver Freiherr von Frankenstein den Ort gegen den vierten Teil des Dorfes Dornassenheim und andere Gefälle mit dem Bistum Worms. Mit dem Tausch gehörte Bobstadt zu wormsischen Amt Lampertheim, das Nachfolger des Amtes auf der Burg Stein wurde.

### Vom 19. Jahrhundert bis heute

#### Bobstadt wird hessisch
Das ausgehende 18. und beginnende 19. Jahrhundert brachte Europa weitreichende Änderungen.
Als Folge der Napoleonischen Kriege wurde bereits 1797 das „Linke Rheinufer“ und damit der linksrheinische Teil des Bistums Worms durch Frankreich annektiert.
In der letzten Sitzung des Immerwährenden Reichstags in Regensburg wurde im Februar 1803 der Reichsdeputationshauptschluss verabschiedet, der die Bestimmungen des Friedens von Lunéville umsetzte, und die territorialen Verhältnisse im Heiligen Römischen Reich (Deutscher Nation) neu regelte.
Er verfügte die Auflösung des Bistums Worms und wies das Amt Lampertheim der Landgrafschaft Hessen-Darmstadt als Ausgleich für verlorene linksrheinische Gebiete zu, die es dem Fürstentum Starkenburg zuordnete. Bereits vor dem Inkrafttreten des Reichsdeputationshauptschlusses hatten am 10. September 1802 hessische Truppen das Amt Lampertheim besetzt.
In der Landgrafschaft Hessen-Darmstadt wurde mit Ausführungsverordnung vom 9. Dezember 1803 das Gerichtswesen neu organisiert. Für das Fürstentum Starkenburg wurde das „Hofgericht Darmstadt“ als Gericht der zweiten Instanz eingerichtet. Die Rechtsprechung der ersten Instanz wurde durch die Ämter bzw. Standesherren vorgenommen. Das Hofgericht war für normale bürgerliche Streitsachen Gericht der zweiten Instanz, für standesherrliche Familienrechtssachen und Kriminalfälle die erste Instanz. Übergeordnet war das Oberappellationsgericht Darmstadt.
Unter Druck Napoleons wurde 1806 der Rheinbund gegründet, dies geschah mit dem gleichzeitigen Reichsaustritt der Mitgliedsterritorien.
Dies führte am 6. August 1806 zur Niederlegung der Reichskrone durch den römisch-deutschen Kaiser Franz II., womit das Alte Reich aufhörte zu bestehen.
Am 14. August 1806 wurde die Landgrafschaft Hessen-Darmstadt, gegen Stellung hoher Militärkontingente an Frankreich und den Beitritt zum Rheinbund, von Napoleon zum Großherzogtum erhoben, anderenfalls drohte er mit Invasion.
Nach der endgültigen Niederlage Napoléons regelte der Wiener Kongress 1814/15 die territorialen Verhältnisse in Deutschland neu, dabei wurde die Zugehörigkeit des Fürstentums Starkenburg zum Großherzogtum Hessen bestätigt, woraufhin dieses das Gebiet im Rahmen einer Verwaltungsreform in Provinz Starkenburg umbenannte.
Im Jahr 1814 wurde die Leibeigenschaft im Großherzogtum Hessen aufgehoben und es erhielt mit der am 17. Dezember 1820 eingeführten Verfassung des Großherzogtums Hessen eine konstitutionelle Monarchie, in der der Großherzog aber noch große Machtbefugnisse hatte. Die noch bestehenden standesherrlichen Rechte wie Niedere Gerichtsbarkeit, Zehnten, Grundzinsen und andere Gefälle blieben aber noch bis 1848 bestehen.
1821 wurden im Rahmen einer umfassenden Verwaltungsreform die Amtsvogteien in den Provinzen Starkenburg und Oberhessen des Großherzogtums aufgelöst und Landratsbezirke eingeführt, wobei Bobstadt nun im Landratsbezirk Heppenheim lag. Diese Reform ordnete auch die Verwaltung auf Gemeindeebene neu. So war die Bürgermeisterei in Hofheim auch für Bobstadt zuständig. Entsprechend der Gemeindeverordnung vom 30. Juni 1821 gab es keine Einsetzungen von Schultheißen mehr, sondern einen gewählten Ortsvorstand, der sich aus Bürgermeister, Beigeordneten und Gemeinderat zusammensetzte.
Die „Statistisch-topographisch-historische Beschreibung des Großherzogthums Hessen“ berichtet 1829 über Bobstadt:

„Bobstadt (L. Bez. Heppenheim) kath. und evangel. Filialdorf, liegt 3 St. von Heppenheim und hat 45 Häuser und 238 kath. und 87 evangelisch protest. Einw. Das Dorf gehörte zum Bisthum Worms und kam 1802 an Hessen.“

Im 19. Jahrhundert wurde Bobstadt mehrfach von schweren Überschwemmungen des Rheins betroffen. Am 3. November 1824 brach der Reuterdeich bei Nordheim und weite Teile des Hessischen Rieds, insbesondere auch Bobstadt, wurden überschwemmt. Auch bei der Rheinüberschwemmung im Winter 1882/83 wurde Bobstadt wieder stark in Mitleidenschaft gezogen.
1832 wurden die Verwaltungseinheiten weiter vergrößert und es wurden Kreise geschaffen. Nach der am 20. August 1832 bekanntgegebenen Neugliederung sollte es in Süd-Starkenburg künftig nur noch die Kreise Bensheim und Lindenfels geben; der Landratsbezirk von Heppenheim sollte in den Kreis Bensheim fallen. Noch vor dem Inkrafttreten der Verordnung zum 15. Oktober 1832 wurde diese aber dahingehend revidiert, dass statt des Kreises Lindenfels neben dem Kreis Bensheim der Kreis Heppenheim als zweiter Kreis gebildet. Bobstadt wurde jetzt dem Kreis Bensheim zugewiesen. 1842 wurde das Steuersystem im Großherzogtum reformiert und der Zehnte und die Grundrenten (Einnahmen aus Grundbesitz) wurden durch ein Steuersystem ersetzt, wie es in den Grundzügen heute noch existiert.
Im Neuestes und gründlichstes alphabetisches Lexicon der sämmtlichen Ortschaften der deutschen Bundesstaaten von 1845 findet sich folgender Eintrag:

„Bobstadt b. Heppenheim. – Dorf, zur evangel. Pfarrkirche Nordheim und kathol. Pfarrkirche Hofheim gehörig. – 45 H. 325 E. (incl. 87 Lutherischen). –
Großherzogth. Hessen. – Prov. Starkenburg. – Kreis Bensheim. – Landgericht Lorsch. – Hofgericht Darmstadt. – Das Dorf gehörte zum Bisthum Worms und kam im J. 1802 an Hessen.“

Infolge der Märzrevolution 1848 wurden mit dem „Gesetz über die Verhältnisse der Standesherren und adeligen Gerichtsherren“ vom 15. April 1848 die standesherrlichen Sonderrechte endgültig aufgehoben.
Darüber hinaus wurden in den Provinzen, die Kreise und die Landratsbezirke des Großherzogtums am 31. Juli 1848 abgeschafft und durch „Regierungsbezirke“ ersetzt, wobei die bisherigen Kreise Bensheim und Heppenheim zum Regierungsbezirk Heppenheim vereinigt wurden. Bereits vier Jahre später, im Laufe der Reaktionsära, kehrte man aber zur Einteilung in Kreise zurück und Bobstadt wurde jetzt Teil des Kreises Heppenheim.
Die im Dezember 1852 aufgenommenen Bevölkerungs- und Katasterlisten ergaben für Bobstadt: Katholisches und evangelisches Filialdorf mit 513 Einwohnern.
Die Gemarkung besteht aus 1759 Morgen, davon 1414 Morgen Ackerland, 172 Morgen Wiesen und 115 Morgen Wald.
1852 wurde ein Schul- und Rathaus errichtet, das heute noch als Bürgerhaus in Benutzung ist.
In den Statistiken des Großherzogtums Hessen werden, bezogen auf Dezember 1867, für das Filialdorf Bobstadt mit eigener Bürgermeisterei, 79 Häuser, 478 Einwohnern, der Kreis Heppenheim, das Landgericht Lorsch, die evangelische Pfarrei Hofheim mit dem Dekanat in Zwingenberg und die katholische Pfarrei Hofheim des Dekanats Bensheim, angegeben.
1870 provoziert der preußische Ministerpräsident Otto von Bismarck durch die sogenannte Emser Depesche den Deutsch-Französischen Krieg, in dem das Großherzogtum Hessen als Mitglied des Norddeutschen Bundes an der Seite Preußens teilnahm. Noch vor dessen offiziellen Ende am 10. Mai 1871 traten die süddeutschen Staaten dem Norddeutschen Bund bei und am 1. Januar 1871 trat dessen neue Verfassung in Kraft, mit der er sich nun Deutsches Reich nannte.
Auf deutscher Seite forderte dieser Krieg ca. 41.000 Tote.
Mit dem Reichsmünzgesetz gab es Deutschland nur noch eine Währung, die Mark mit 100 Pfennigen als Untereinheit.
Nachdem das Großherzogtum Hessen ab 1871 Teil des Deutschen Reiches war, wurde 1874 eine Reihe von Verwaltungsreformen beschlossen. So wurden die landesständige Geschäftsordnung sowie die Verwaltung der Kreise und Provinzen durch Kreis- und Provinzialtage geregelt. Die Neuregelung trat am 12. Juli 1874 in Kraft und verfügte auch die Auflösung der Kreise Lindenfels und Wimpfen und die Wiedereingliederung Bobstadts in den Kreis Bensheim.
Am Ende des 19. Jahrhunderts kündigt sich auch in Bobstadt langsam das Industriezeitalter an. Auf dem Rhein ereignet sich 1842 Neues durch die Dampfboote eines Wormser Unternehmers, der die „Die Adler des Oberrheins“ genannten Schiffe zwischen Mannheim und Mainz verkehren lässt.
Im Jahr 1861 wurde in Bobstadt eine Posthilfsstelle eingerichtet.
Weiter Verbesserungen der Infrastruktur ergeben sich durch den Bau von Eisenbahnlinien. Im Jahr 1869 wurde die Eröffnung der Nibelungenbahn von Worms über Lorsch nach Bensheim gefeiert, wo sie Anschluss an die bereits 1846 fertiggestellten Main-Neckar-Bahn hatte.
Für das Jahr 1900 waren weitere Infrastrukturverbesserungen zu vermelden, so wurde bei Worms sowohl die Ernst-Ludwig-Brücke für den Straßenverkehr, als auch die Eisenbahnbrücke über den Rhein dem Verkehr übergeben. Im selben Jahr erhielt Bobstadt einen Bahnhaltepunkt an der Riedbahn, die von der Hessischen Ludwigsbahn betrieben wurde.
Am 1. Januar 1900 trat im ganzen deutschen Reich das Bürgerliche Gesetzbuch in Kraft.
Dass die Zeiten aber auch von viel Armut geprägt waren, zeigen die Zahlen der Auswanderer. So wurden von 1881 bis 1900 529.875 deutsche Auswanderer gezählt.
Die katholische Bevölkerung von Bobstadt bildete 1913 eine eigene Kirchengemeinde, blieb aber noch bis 1958 eine Filiale der Pfarrei St. Michael in Hofheim. Erst 1927 wurde eine Notkirche aus Holz für die zu dieser Zeit nur kleine Minderheit der Katholiken errichtet.

#### Zeit der Weltkriege
Am 1. August 1914 brach dann der Erste Weltkrieg aus, der in Bobstadt wie im ganzen Deutschen Reich der positiven wirtschaftlichen Entwicklung ein Ende setzte. Als nach der deutschen Niederlage am 11. November 1918 der Waffenstillstand unterschrieben wurde, hatte auch Bobstadt viele Gefallene zu beklagen, während der Krieg insgesamt rund 17 Millionen Menschenopfer kostete.
Das Ende des Deutschen Kaiserreiches war damit besiegelt, und die unruhigen Zeiten der Weimarer Republik folgten. In der Zeit von 1921 bis 1930 wurden in Deutschland 566.500 Auswanderer gezählt, die versuchten, den schwierigen Verhältnissen in Deutschland zu entfliehen.
Am 30. Januar 1933 wurde Adolf Hitler Reichskanzler, was das Ende der Weimarer Republik und den Beginn der Nationalsozialistischen Diktatur bedeutete.
In Hessen wurde am 3. Juli 1933 das „Gesetz zur Durchführung von Feldbereinigung zum Zwecke der Arbeitsbeschaffung im Zuge der Riedmelioration“ erlassen. In 13 Gemeinden der Provinz Starkenburg, darunter Bobstadt, wurde das Feldbereinigungsverfahren auf einer Fläche von 200.000 ha angeordnet. Im Verlauf dieses Meliorations- und Siedlungsprogramms entstanden die beiden Orte Riedrode und Worms-Rosengarten.
Die hessischen Provinzen Starkenburg, Rheinhessen und Oberhessen wurden 1937 nach der 1936 erfolgten Auflösung der Provinzial- und Kreistage aufgehoben. Zum 1. November 1938 trat dann eine umfassende Gebietsreform auf Kreisebene in Kraft. In der ehemaligen Provinz Starkenburg war der Kreis Bensheim besonders betroffen, da er aufgelöst und zum größten Teil dem Kreis Heppenheim zugeschlagen wurde. Der Kreis Heppenheim übernahm auch die Rechtsnachfolge des Kreises Bensheim und erhielt den neuen Namen Landkreis Bergstraße. Bobstadt allerdings kam in den Kreis Worms, der damals zu Rheinhessen gehörte.
Am 1. September 1939 begann mit dem Einmarsch deutscher Truppen in Polen der Zweite Weltkrieg, der in seinen Auswirkungen noch weit dramatischer war als der Erste Weltkrieg und dessen Opferzahl auf 60 bis 70 Millionen Menschen geschätzt werden.
In der Endphase des Zweiten Weltkrieges in Europa erreichen die amerikanischen Verbände Mitte März 1945 den Rhein zwischen Mainz und Mannheim. Am 22. März überquerte die 3. US-Armee bei Oppenheim den Rhein und besetzte am 25. März Darmstadt. In den ersten Stunden des 26. März 1945 überquerten amerikanische Einheiten bei Hamm und südlich von Worms den Rhein von wo sie auf breiter Front gegen die Bergstraße vorrücken. Am 27. März standen die amerikanischen Truppen in Lorsch, Bensheim und Heppenheim und einen Tag später waren Aschaffenburg am Main sowie der westliche und nördlichen Teil des Odenwaldes besetzt. Der Krieg in Europa endete mit der bedingungslosen Kapitulation aller deutschen Truppen, die am 8. Mai 1945 um 23:01 Uhr mitteleuropäischer Zeit in Kraft trat.

#### Nachkriegszeit und Gegenwart

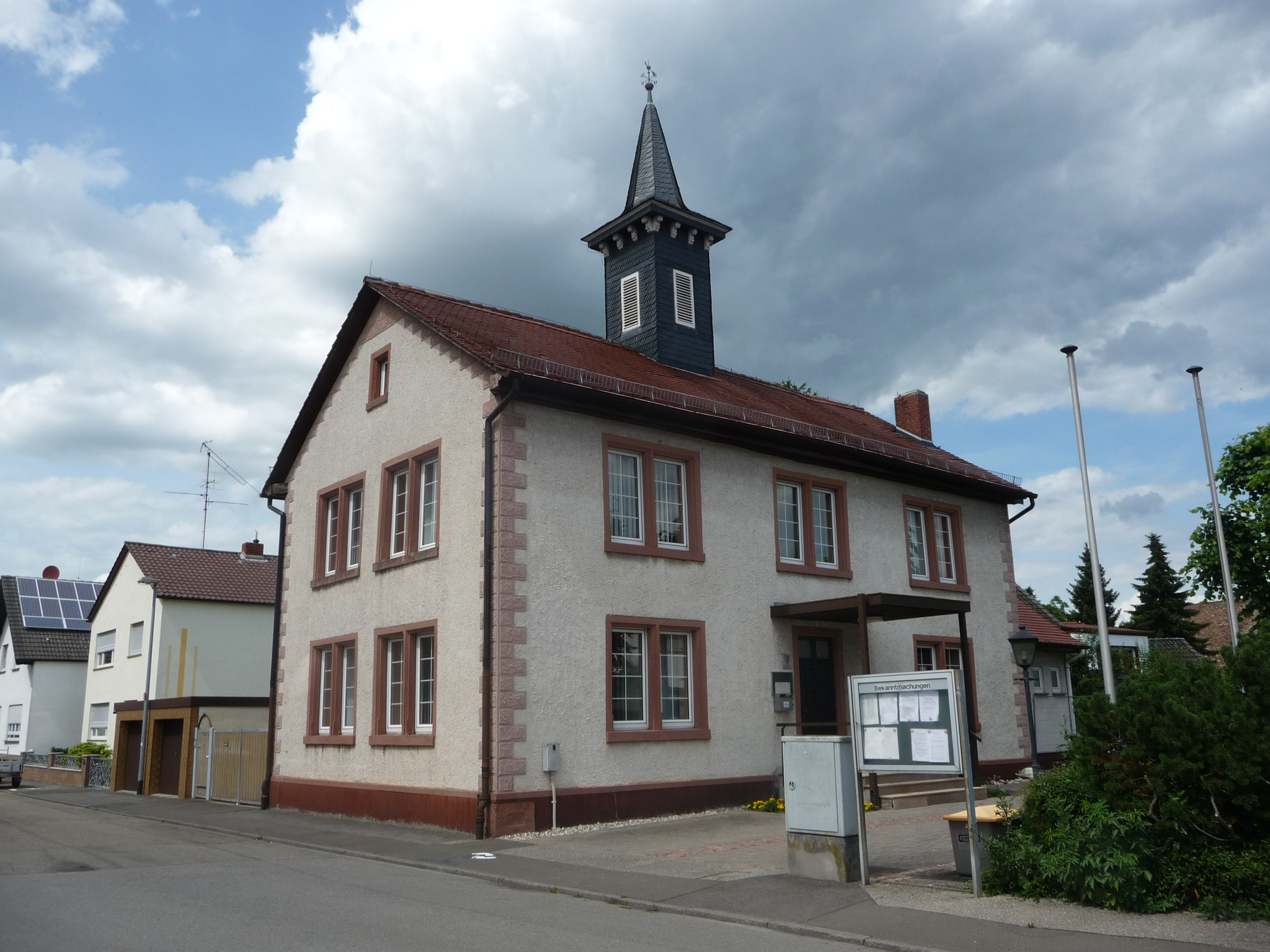
Ehemaliges Rathaus

Wie die Einwohnerzahlen von 1939 bis 1950 zeigen, hatte auch Bobstadt nach dem Krieg viele Flüchtlinge und Vertriebene aus den ehemaligen deutschen Ostgebieten zu verkraften.
1952 erhielt die evangelische Gemeinde eine eigene Kirche und 1963 erhielt auch die seit 1958 selbstständige katholische Gemeinde St. Josef ein neues Gotteshaus.
Im Jahr 1961 wurde die Gemarkungsgröße mit 447 ha angegeben, davon waren 17 ha Wald.
Im Zuge der Gebietsreform in Hessen wurde die bis dahin selbständige Gemeinde Bobstadt am 31. Dezember 1971 auf freiwilliger Basis in die Stadt Bürstadt eingemeindet. Für Bobstadt wurde wie für Riedrode ein Ortsbezirk mit Ortsbeirat und Ortsvorsteher nach der Hessischen Gemeindeordnung gebildet.
Im Jahr 1976 feierte Bobstadt sein 1200-jähriges Bestehen. Im Rahmen dieser Feierlichkeiten wurde die Mehrzweckhalle ihrer Bestimmung übergeben. Sie dient als Schulturnhalle und Stätte kultureller Veranstaltungen. 1988 erhielt die Freiwillige Feuerwehr Bobstadt ein neues Feuerwehrhaus.

### Gerichte nach 1821
Mit Bildung der Landgerichte im Großherzogtum Hessen war ab 1821 das Landgericht Lorsch das in erster Instanz zuständige Gericht. Nach Umsetzung des Gerichtsverfassungsgesetzes im Großherzogtum mit Wirkung vom 1. Oktober 1879 wurden die bisherigen Landgerichte durch Amtsgerichte an gleicher Stelle ersetzt, während die neu geschaffenen Landgerichte nun als Obergerichte fungierten. In Bobstadt war nun das Amtsgericht Lorsch zuständig, das im Bezirk des Landgerichts Darmstadt lag.
Am 1. Oktober 1934 wurde das Amtsgericht Lorsch aufgelöst und aus dem Bezirk des Amtsgerichts der Ort Hofheim dem Amtsgericht Worms, der Ort Bobstadt und die Stadt Bürstadt dem Amtsgericht Lampertheim und mit Lorsch die restlichen Orte dem Amtsgericht Bensheim zugeteilt.

### Verwaltungsgeschichte im Überblick
Das Großherzogtum Hessen war von 1815 bis 1866 ein Mitgliedsstaat des Deutschen Bundes und ab 1871 ein Bundesstaat des Deutschen Reiches. Es bestand bis 1919, nach dem Ersten Weltkrieg wurde das Großherzogtum zum republikanisch verfassten Volksstaat Hessen. 1945, nach Ende des Zweiten Weltkriegs, befand sich das Gebiet des heutigen Hessen in der amerikanischen Besatzungszone, und durch Weisung der Militärregierung entstand Groß-Hessen, aus dem das Bundesland Hessen in seinen heutigen Grenzen hervorging.
Die folgende Liste zeigt die Staaten und Verwaltungseinheiten, denen Bobstadt angehört(e):
- vor 1803: Heiliges Römisches Reich, Fürstentum Worms, Amtskellerei Lampertheim (Kellerei Stein)
- ab 1803: Heiliges Römisches Reich, Landgrafschaft Hessen-Darmstadt,[Anm. 2] Fürstentum Starkenburg, Amtsvogtei Lampertheim
- ab 1806: Großherzogtum Hessen,[Anm. 3] Fürstentum Starkenburg, Amt Lampertheim[28]
- ab 1815: Großherzogtum Hessen[Anm. 4], Provinz Starkenburg, Amt Lampertheim
- ab 1821: Großherzogtum Hessen, Provinz Starkenburg, Landratsbezirk Heppenheim[Anm. 5]
- ab 1832: Großherzogtum Hessen, Provinz Starkenburg, Kreis Bensheim
- ab 1848: Großherzogtum Hessen, Regierungsbezirk Heppenheim
- ab 1852: Großherzogtum Hessen, Provinz Starkenburg, Kreis Heppenheim
- ab 1871: Deutsches Reich,[Anm. 6] Großherzogtum Hessen, Provinz Starkenburg, Kreis Heppenheim
- ab 1874: Deutsches Reich,  Großherzogtum Hessen, Provinz Starkenburg, Kreis Bensheim
- ab 1918: Deutsches Reich, Volksstaat Hessen,[Anm. 7] Provinz Starkenburg, Kreis Bensheim
- ab 1938: Deutsches Reich, Volksstaat Hessen, Kreis Worms[29][Anm. 8]
- ab 1945: Amerikanische Besatzungszone,[Anm. 9] Groß-Hessen, Regierungsbezirk Darmstadt, Landkreis Bergstraße
- ab 1946: Amerikanische Besatzungszone, Hessen, Regierungsbezirk Darmstadt, Landkreis Bergstraße
- ab 1949: Bundesrepublik Deutschland, Hessen, Regierungsbezirk Darmstadt, Landkreis Bergstraße
- ab 1972: Bundesrepublik Deutschland, Hessen, Regierungsbezirk Darmstadt, Landkreis Bergstraße, Stadt Bürstadt[Anm. 10]

## Bevölkerung

### Einwohnerstruktur 2011
Nach den Erhebungen des Zensus 2011 lebten am Stichtag dem 9. Mai 2011 in Bobstadt 2592 Einwohner. Darunter waren 144 (5,6 %) Ausländer.
Nach dem Lebensalter waren 1917 Einwohner unter 18 Jahren, 1077 waren zwischen 18 und 49, 585 zwischen 50 und 64 und 468 Einwohner waren älter.
Die Einwohner lebten in 1116 Haushalten. Davon waren 300 Singlehaushalte, 372 Paare ohne Kinder und 342 Paare mit Kindern, sowie 72 Alleinerziehende und 27 Wohngemeinschaften. In 225 Haushalten lebten ausschließlich Senioren und in 771 Haushaltungen leben keine Senioren.

### Einwohnerentwicklung
| • 1806: | 231 Einwohner, 42 Häuser |
| • 1829: | 238 Einwohner, 45 Häuser |
| • 1867: | 478 Einwohner, 79 Häuser |

| Bobstadt: Einwohnerzahlen von 1806 bis 2024 | Bobstadt: Einwohnerzahlen von 1806 bis 2024 | Bobstadt: Einwohnerzahlen von 1806 bis 2024 | Bobstadt: Einwohnerzahlen von 1806 bis 2024 | Bobstadt: Einwohnerzahlen von 1806 bis 2024 |
| --- | ------------------------------------------- | ------------------------------------------- | ------------------------------------------- | ------------------------------------------- |
| Jahr |                                             |                                             |                                             | Einwohner                                   |
| 1806 | 1806                                        |                                             | 231                                         | 231                                         |
| 1824 | 1824                                        |                                             | 338                                         | 338                                         |
| 1829 | 1829                                        |                                             | 238                                         | 238                                         |
| 1834 | 1834                                        |                                             | 318                                         | 318                                         |
| 1840 | 1840                                        |                                             | 420                                         | 420                                         |
| 1846 | 1846                                        |                                             | 486                                         | 486                                         |
| 1852 | 1852                                        |                                             | 513                                         | 513                                         |
| 1858 | 1858                                        |                                             | 495                                         | 495                                         |
| 1864 | 1864                                        |                                             | 498                                         | 498                                         |
| 1871 | 1871                                        |                                             | 431                                         | 431                                         |
| 1875 | 1875                                        |                                             | 458                                         | 458                                         |
| 1885 | 1885                                        |                                             | 489                                         | 489                                         |
| 1895 | 1895                                        |                                             | 563                                         | 563                                         |
| 1905 | 1905                                        |                                             | 614                                         | 614                                         |
| 1910 | 1910                                        |                                             | 657                                         | 657                                         |
| 1925 | 1925                                        |                                             | 786                                         | 786                                         |
| 1939 | 1939                                        |                                             | 814                                         | 814                                         |
| 1946 | 1946                                        |                                             | 1.101                                       | 1.101                                       |
| 1950 | 1950                                        |                                             | 1.188                                       | 1.188                                       |
| 1956 | 1956                                        |                                             | 1.259                                       | 1.259                                       |
| 1961 | 1961                                        |                                             | 1.458                                       | 1.458                                       |
| 1967 | 1967                                        |                                             | 1.798                                       | 1.798                                       |
| 1970 | 1970                                        |                                             | 1.994                                       | 1.994                                       |
| 1988 | 1988                                        |                                             | 2.258                                       | 2.258                                       |
| 2000 | 2000                                        |                                             | ?                                           | ?                                           |
| 2011 | 2011                                        |                                             | 2.592                                       | 2.592                                       |
| 2014 | 2014                                        |                                             | 2.785                                       | 2.785                                       |
| 2019 | 2019                                        |                                             | 2.845                                       | 2.845                                       |
| 2024 | 2024                                        |                                             | 2.866                                       | 2.866                                       |
| Datenquelle: Historisches Gemeindeverzeichnis für Hessen: Die Bevölkerung der Gemeinden 1834 bis 1967. Wiesbaden: Hessisches Statistisches Landesamt, 1968. Weitere Quellen: LAGIS; Stadt Bürstadt; Zensus 2011: |                                             |                                             |                                             |                                             |

### Religionszugehörigkeit
| • 1829: | 87 evangelische-protestantische (= 26,77 %) und 238 katholische (= 73,23 %) Einwohner |
| • 1961: | 435 evangelische (= 29,84 %), 1011 katholische (= 69,34 %) Einwohner                  |

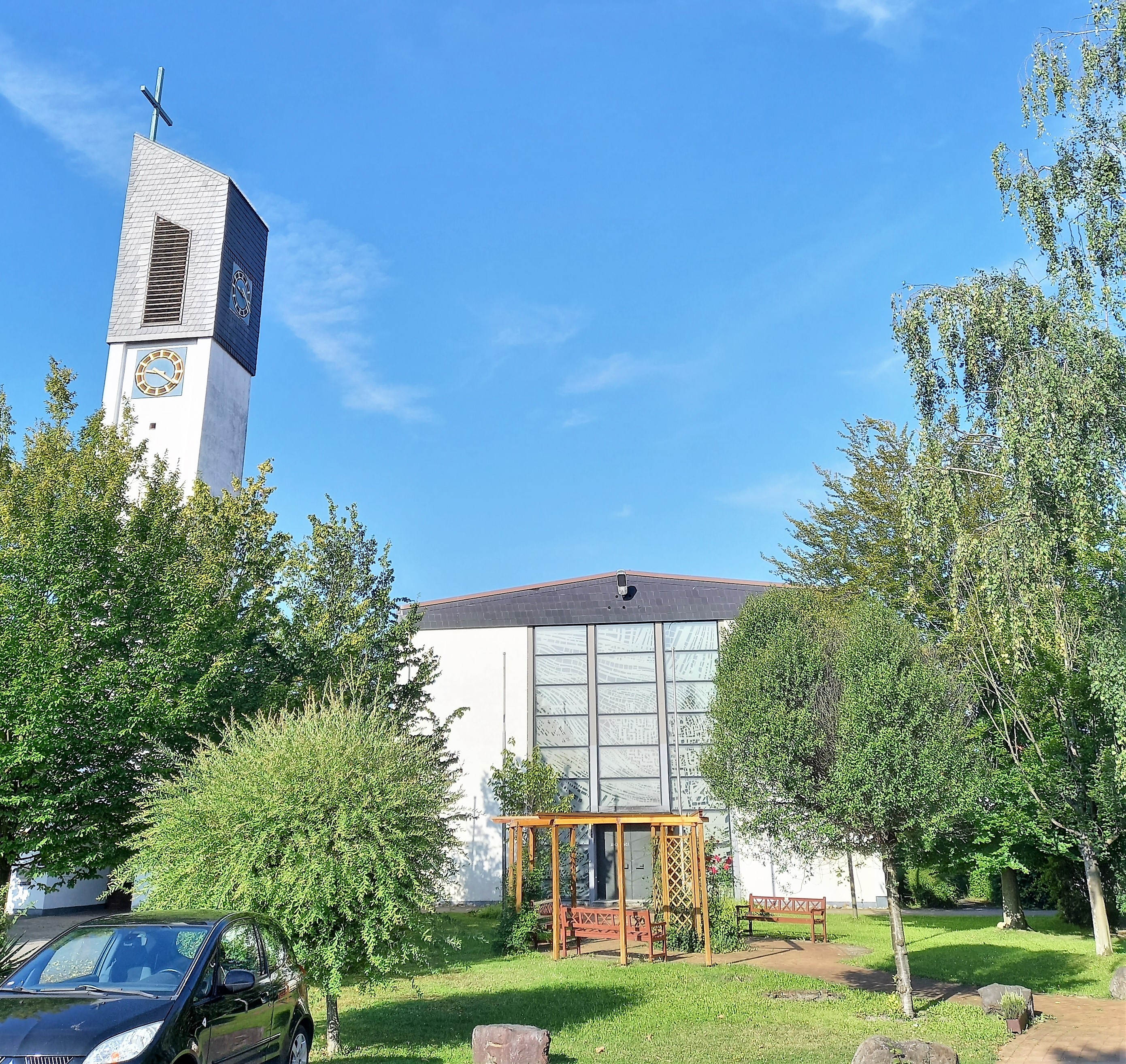
Katholische Pfarrkirche St. Josef
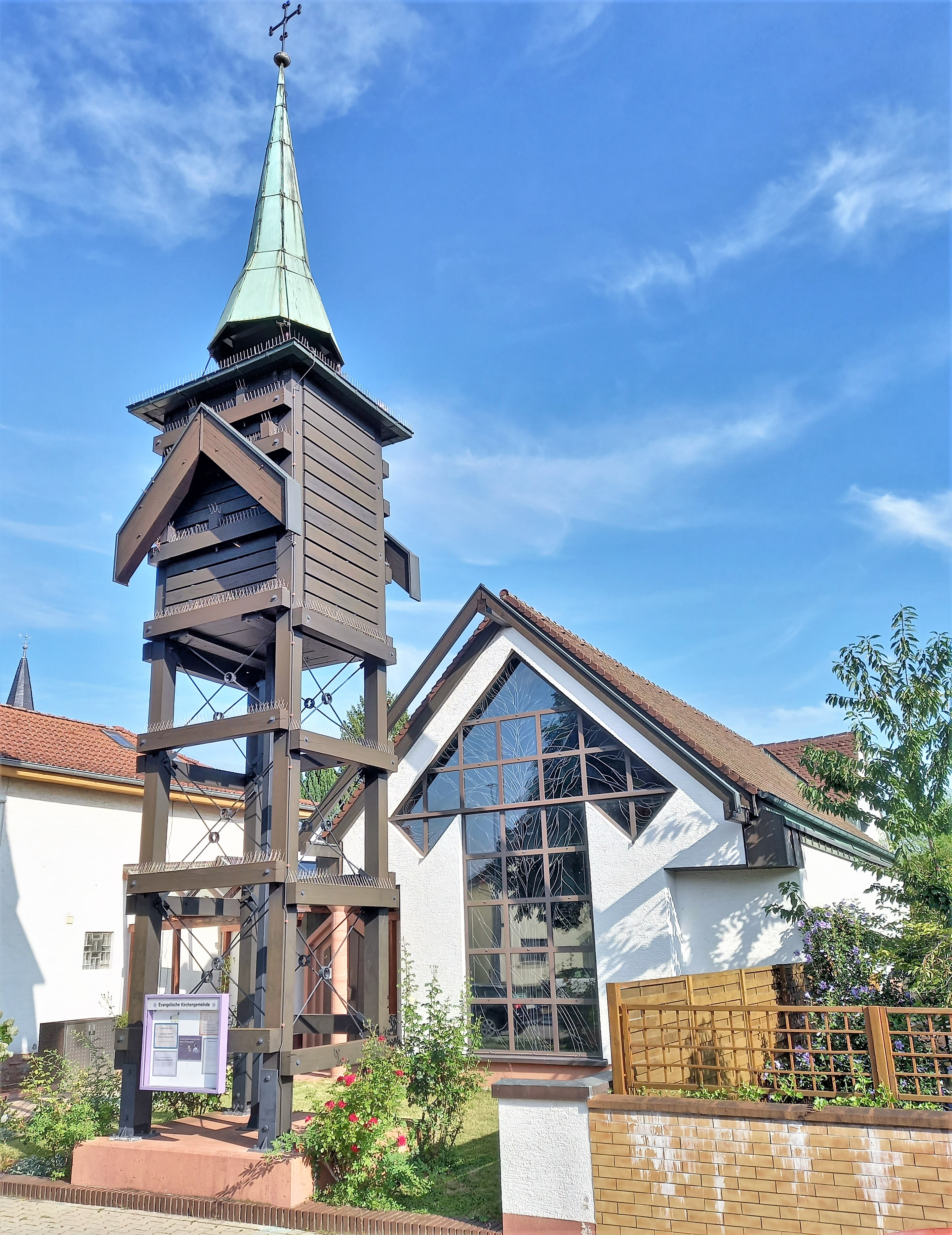
Evangelische Kirche

## Politik
Für Bobstadt besteht ein Ortsbezirk (Gebiete der ehemaligen Gemeinde Bobstadt) mit Ortsbeirat und Ortsvorsteher nach der Hessischen Gemeindeordnung.
Der Ortsbeirat besteht aus neun Mitgliedern. Seit den Kommunalwahlen 2021 betrug die Wahlbeteiligung zum Ortsbeirat 54,36. Dabei wurden gewählt: drei Mitglieder der FREIEN WÄHLER Bürstadt, drei Mitglieder der CDU, ein Mitglied der SPD und ein Mitglied des Bündnis 90/Die Grünen an. Ortsvorsteher ist seit 2023 Holger Halkenhäuser (Freie Wähler).

## Verkehr
Bis zum Bau der östlichen Ortsumfahrung führte die Bundesstraße 44 durch Bobstadt. Sie kommt aus Richtung Mannheim im Süden und führt über Gernsheim und Groß-Gerau nach Frankfurt am Main im Norden. Am nördlichen Ortsende kreuzte sie die Riedbahn, an der in Bobstadt ein Haltepunkt liegt. Die Strecke wurde inzwischen für den Hochgeschwindigkeitsverkehr bis zu 200 km/h ausgebaut.
Seit Fertigstellung der Ortsumfahrung gibt es zwischen Bobstadt und der Kernstadt einen Abzweig von der Bundesstraße, der als Landesstraße L 3411 durch die Frankensteinstraße nach Hofheim führt.